# LAMOST
Il Large Sky Area Multi-Object Fibre Spectroscopic Telescope (LAMOST), conosciuto anche come Guo Shoujing Telescope in nome dell'astronomo cinese del XIII secolo è un telescopio riflettore meridiano, situato nell'osservatorio di Xinglong, Cina. Sotto la Chinese Academy of Science, il telescopio è nelle intenzioni di condurre una ricerca spettroscopica della durata di 5 anni su 10 milioni tra stelle e galassie. Il budget del progetto è di 235 milioni di yuan (circa 30 M di euro al 2018).

## Ottica

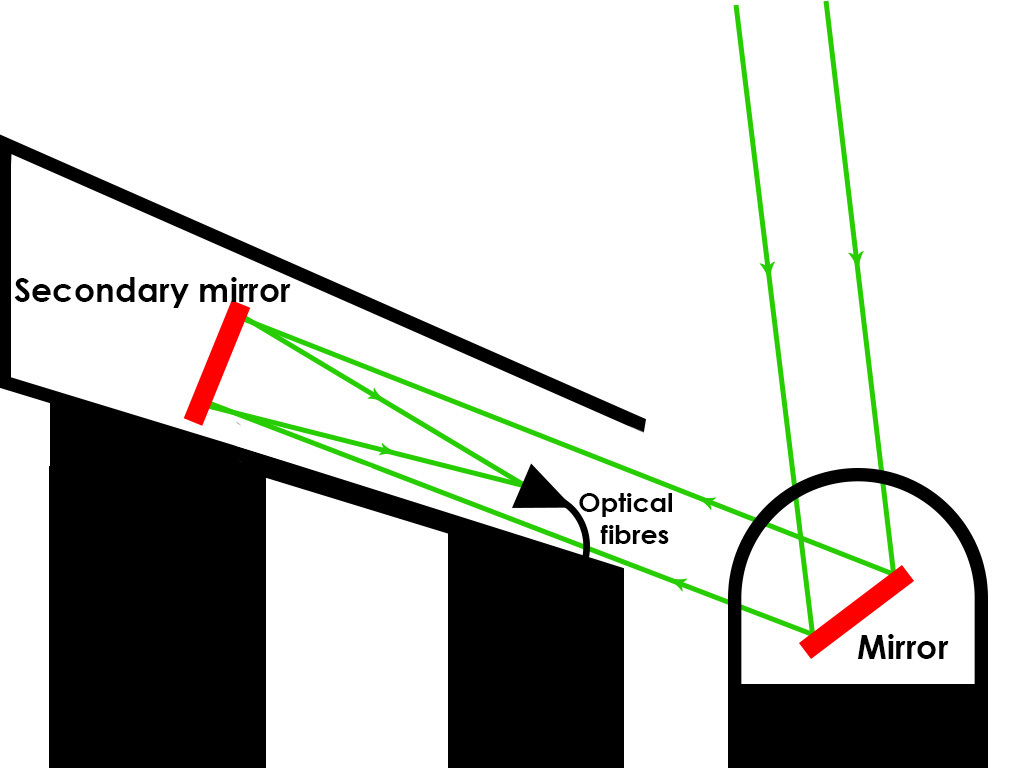
Schema ottico

LAMOST è un telescopio riflettore Schmidt con ottica adattiva. Dispone di due specchi costituiti da segmenti esagonali deformabili di 1,1 metri. Il primo, MA (24 segmenti raggruppati in un rettangolo di 5,72 × 4,4 metri) è un correttore Schmidt situato in una cupola al livello del suolo. Lo specchio MA riflette la luce a sud, su una galleria inclinata (25° sopra l'orizzontale) al più grande specchio focalizzante MB (37 segmenti raggruppati in un rettangolo di 6,67 × 6,09 metri). Questo converge la luce ad un piano focale di 1,75 metri di diametro corrispondente ad un campo visivo di 5°. Il piano focale è piastrellato con 4000 unità di fibra, ciascuna alimentante una fibra ottica che trasferisce la luce a uno dei sedici spettrografi nei 250 canali sottostanti.
Guardando l'immagine a lato, lo specchio MB è nella parte superiore della colonna di supporto sinistra, MA è nella cupola a destra e gli spettrografi sono all'interno della colonna di destra.
L'utilizzo della tecnica dell'ottica adattiva per controllare il suo correttore riflettente lo rende uno strumento astronomico unico nel combinare un'ampia apertura con un ampio campo visivo. Il grande piano focale disponibile può ospitare fino a migliaia di fibre, mediante le quali la luce raccolta di oggetti celesti distanti e deboli fino a 20,5 magnitudine viene diretta negli spettrografi, consentendo un tasso di acquisizione dello spettro molto elevato di decine di migliaia di spettri per notte.